# Ankism
Ankism (engelska och internationellt: Donaldism) är rörelsen och forskningen kring Walt Disney Companys olika produkter såsom tidningar, filmer och diverse annat. Den mesta forskningen har dock hittills koncentrerats kring serierna och deras upphovsmän, varav de mest berömda anses vara bland andra Carl Barks, Floyd Gottfredson, Don Rosa, Paul Murry, Vicar, Marco Rota och Romano Scarpa. Termen har sitt ursprung i den norska essän Donaldismen från 1971 och boken Ankismen (1973) av norrmannen Jon Gisle(no)  som fick sitt genombrott i Sverige i och med bokens utgivning 1976 i svensk översättning av Göran Ribe, aktiv i Seriefrämjandet.
Personer som utövar ankism kallas ankister. I Sverige är ankisterna organiserade i föreningen NAFS(k). En motsvarande organisation i Tyskland är D.O.N.A.L.D.. 
En traditionellt stor ankistisk fråga är den rörande Ankistisk släktforskning.

## Serieklassificering
Ankister delar traditionellt in Disney-stilar i olika kategorier.
Kategorier för riktningar som var populära 2010 innefattade bland annat:
- Nostalgism (1987–), en riktning där historieberättandet, såväl som teckningarna, kännetecknas av försök till att återskapa den inom ankism äldre klassicismen. Teckningarna är dock något plattare och spretigare än vad som får ses som klassicistisk standard. Serierna domineras här ofta av Joakim von Anka och skrivs och tecknas uteslutande av Don Rosa. En typisk nostalgistisk serie är Vägen till Xanadu.

- Yngre nutidsankism (1995–), en riktning sprungen ur den tidiga nutidsankismen. Den yngre nutidsankismen delas in i två kategorier: figurmoderniteten (karaktärsmoderniteten) och situationsmoderniteten. Situationsmoderniteten kännetecknas av förekomsten av ett för vår tid typiskt attribut – maskin, plats eller företeelse – medan figurmoderniteten kännetecknas av förekomsten av nya rollfigurer.

## Ankistisk släktforskning
Ankistisk släktforskning är de mer eller mindre systematiska försöken att kartlägga familjeförhållandena mellan de fiktiva figurerna i Kalle Ankas universum.
Släktförhållandena mellan Ankeborgs invånare har varit ett kärt samtalsämne bland världens ankister. Att försöka reda ut Kalles och de andra ankornas trassliga släktband är dock allt annat än lätt, och ett definitivt svar på frågan lär aldrig uppnås. 
Serieskaparna själva har oftast inte lagt ner så mycket möda på frågan. När den mest inflytelserike ankskaparen Carl Barks skapade nya figurer som Joakim von Anka och Alexander Lukas, presenterade han den förre som Kalles morbror och den senare som Joakims systers svägerskas son, och tillika Kalles kusin, men var därefter inte så noga med att hålla släktförhållandena i minnet.
En skiss från 1950-talet som hittades bland Barks papper utarbetades 1981 av Mark Worden till ett släktträd som publicerades i olika skrifter (exempelvis Kalle Anka & c:o). Men det försök att systematisera anksläkten som nått störst framgång är  det mer detaljerade träd som gjordes 1993 av anktecknaren, författaren och ankisten Don Rosa. Där lyckades han få med alla de släktingar på Kalles fars och mors sida som förutsätts, omnämns eller uppträder i Carl Barks serier.

### Var är föräldrarna?
Den kanske mest iögonenfallande svårigheten för den som ämnar ägna sig åt ankistisk släktforskning är problemet att lokalisera alla föräldrar. Istället för barn förefaller det som om ankorna (och de flesta andra Disneyfigurer) får brorsöner (på engelska nephews, det vill säga brorsöner eller systersöner) och systerdöttrar (på engelska nieces, det vill säga brorsdöttrar eller systerdöttrar). På samma sätt verkar det som om man har kusiner istället för syskon. Att notera är att många språk, inklusive engelska, kan ha en vidare betydelse av ord som motsvarar kusin, morbror/farbror med flera.
Försöken till att förklara varför det ser ut på detta sätt har varit många – bland annat att man inom Disneykoncernen ska ha velat tona ner allting som kan tänkas antyda att ankorna utövar sex. Troligast är dock förklaringen att det är smidigare att införa en farbror (som sedan lätt kan glömmas bort igen), istället för en pappa, när en äldre manlig släkting behövs för handlingen. Med ett mer indirekt föräldraansvar är det också lättare att acceptera de utbyten av elakheter, mellan Kalle och Knattarna och Kalle och Joakim, som vissa lustigheter bygger på.
Ett fantasifullt ankistiskt försök till en inifrånförklaring till avsaknaden av föräldrar, som lyftes fram under 1970- och 1980-talen, var att ankornas nyvärpta ägg delades ut till en lämplig vuxen person innan de kläcktes. När ankungen väl var född, ansågs han eller hon då vara "brorson" eller "systerdotter" till målsmannen ("farbrodern" eller "mostern"); sålunda skulle det inte nödvändigtvis finnas några blodsband mellan "farbröder" och "brorsöner".

### FarbrorJoakim?
Engelskans uncle kan betyda både morbror och farbror och avslöjar därför inte om "Uncle Scrooge" (farbror Joakim) är farbror eller morbror till Kalle. På svenska kom dock figuren Joakim von Anka redan från början att kallas farbror Joakim av Kalle. I privata anteckningar gjorda av farbror Joakims skapare Carl Barks framkommer det dock att han tänkte sig Joakim som Kalles mors bror[källa behövs]. Då dessa anteckningar långt in på 1980-talet var i det närmaste helt okända för andra än de mest inbitna fansen, var den allmänna åsikten åtminstone i Sverige att Joakim var Kalles köttslige farbror.
Den italienska serieförfattaren Marco Rota låter i sin version av Kalles uppväxt, Mitt liv i ett äggskal från början av 1980-talet, Joakim vara en avlägsen släkting till Kalle – utan att specificera närmare hur.

### Knattarna
Samma problem som de svenska översättarna hade med ordet uncle fick de även brottas med beträffande Kalles "nephews" Knatte, Fnatte och Tjatte. Nephew är engelska och kan betyda både brorson och systerson. Översättarna valde ordet brorsöner, trots att det tydligt i Knattarnas första tecknade film från 1937 framkommer att de är söner till Kalles syster. I seriestrippen (av Al Taliaferro) som behandlar samma ämne sägs mamman dock vara Kalles kusin.

### Vem är Farmor Anka farmor till?
Farmor Anka kallas Farmor av alla, så frågan är vem hon egentligen är farmor till. Carl Barks redde aldrig närmare ut frågan i sina serier, men i sina privata anteckningar antecknade han Farmor Anka som farmor till Kalle, något som också levde kvar mer eller mindre uttalat i de amerikanska serier som tillkom efter Barks pensionering.
I de europeiska serierna kom dock Farmor Anka av någon anledning att ses som syster till Joakim och därmed troligen Kalles faster (alternativt moster). Titeln "farmor" skulle därmed närmast kunna ses som en hedersbetygelse, vilket också förklarar varför alla – från Knattarna till Ankeborgs borgmästare – kallar henne för just detta.
Var denna tanke har sitt ursprung är inte helt utrett, men det troliga är att svaret står att finna i de italienska serierna. Bland annat framställs Joakim och Farmor Anka som syskon i Marco Rotas seriebiografi över Kalles liv. Vad som är helt säkert är att flera serier och släktträd gjorda av europeiska Disneykreatörer under 1980-talet porträtterade Joakim och Farmor Anka som syskon.
I vilket fall som helst kom Joakims och Farmor Ankas eventuella släktskap att bli den största krocken för ankisterna, när Don Rosa i mitten av 1990-talet presenterade sitt släktträd.

### Don Rosas släktträd

Don Rosas släktträd över delar av Disney-världens ankor, med namnen på engelska.

Tecknaren och författaren Don Rosa har, med utgångspunkt i framför allt Carl Barks serier och anteckningar (däribland ett släktträd som Barks gjorde för att själv hålla ordning på ankorna), försökt räta ut ankornas snåriga familjeförhållanden. Resultatet sköt de flesta konkurrerande åsikter i sank och har sedan dess ansetts som officiellt av många ankister. Släktträdet är dock fortfarande inte obestritt, och andra tecknare och författare av ankserier har ingen skyldighet att rätta sig efter det.
I detta släktträd förekommer framför allt tre familjer:
- "klanen von Anka"
- "ätten Anka"
- "släkten Knös"

Klanen von Anka är av skotsk härkomst; namnet på originalspråket engelska är McDuck, och förledet Mc-/Mac- är ett vanligt efternamnsförled med ursprung i Skottland och som från början har markerat patronymikon (McDuck betyder alltså egentligen "Ankasson" på svenska). I den svenska översättningen har klanens medlemmar fått olika efternamn, där såväl McAnka, Anka och von Anka förekommer. Den äldste kände medlemmen är Sir Smocko Anka, som levde mellan 880 och 946. Han avled i strid mot saxarna efter att hans trupper lämnat honom. von Anka-klanen går dock spåra så långt tillbaka som till 120-talet e.Kr., då en familjemedlem sålde sten till romarna. Klanen dog ut på manssidan i och med dess mest kände medlem, Joakim von Anka, som enligt Rosa levde mellan 1867 och 1967. (Här är det på sin plats att påpeka att Rosa tänker sig att samtliga Kalle Anka-serier – åtminstone Barks och hans egna – utspelar sig i början av 1950-talet.)
Den engelska ätten Ankas äldste kände medlem är jungman Carlo Anka, som levde mellan 1530 och 1564 och dog då hans skepp Falken sänktes av spanjorerna. Sedan är ättens öden okända fram till 1800-talet då Elias Anka framträder. Elias blir så småningom bland annat farfar till ättens mest kände medlem Kalle Anka. Andra viktiga medlemmar av ätten Anka är Elias sonson Knase Anka och hans dotterson Alexander Lukas. De yngsta kända medlemmarna av ätten är trillingarna Knatte, Fnatte och Tjatte Anka, vars födelse Rosa daterar till omkring 1940.
Släkten Knös härstammar enligt vissa uppgifter från Holland/Nederländerna. Släktens äldste kände medlem är Cornelius Knös, som föddes 1790, grundade Ankeborg 1818 och avled runt 1880. Andra kända medlemmar av släkten är Cornelius sondotter Elvira Augusta Knös – sedermera genom giftermål, barn och barnbarn mest känd som Farmor Anka – samt Cornelius sonsons dotterson Mårten Gås.

### Kvarvarande problem
Även om flertalet av de traditionella ankistiska tvistefrågorna, i och med Don Rosas släktträd, troligen har fått så definitiva lösningar som överhuvudtaget är möjligt, betyder inte detta att den ankistiska släktforskningen är att betrakta som avslutad – långt därifrån. Rosa byggde som sagt sitt släktträd nästan uteslutande på de figurer som Carl Barks använde sig av, vilket gör att de seriefigurer som skapades av andra samtida eller efterkommande kreatörer inte finns med i det. Likaså råder det fortfarande frågetecken kring ett par av de klassiska figurerna.
Professorn och allvetaren Ludwig von Anka kallas på svenska av Kalle oftast för morbror, men deras faktiska släktrelation har aldrig blivit utredd. Det kan ligga nära till hands att tänka sig Ludwig som Joakims bror, men då deras originalefternamn skiljer sig åt – Ludwigs är Von Drake medan Joakims är McDuck – förefaller detta föga troligt. Ludwig sägs dessutom vara av österrikisk börd.
Don Rosa ville först räkna Ludwig som gift med Joakims syster Matilda, ett förslag som vunnit gott gehör bland många ankister[källa behövs] men som både serieredaktörerna på Egmont och Barks själv protesterade emot. Än så länge finns det heller inget i serieväg som styrker detta förslag.
Samma redaktörer övertalade också Rosa att ge en plats åt Knase Anka i släktträdet, vilket han gjorde under protest, eftersom den figuren inte ingår i Barks persongalleri. Knase blev därför inklämd som bror till Snorke Anka, som han aldrig någonsin träffat i någon serie.
Även frågan om och i så fall hur Kajsa är släkt med de övriga ankorna är ett kärt ämne. Också här har Rosa presenterat en möjlig lösning, där Kajsa – precis som sina systerdöttrar Kicki, Pippi och Tittis mamma – är syster till Knattarnas okände far. (Om Kajsa och hennes bror heter Anka (Duck) skulle detta då förklara varför Kalles systersöner också har det som efternamn.) Enligt vissa uppgifter tänkte Rosa utforma sitt träd på detta vis, men då det visade sig bli svårt att få till det bra rent grafiskt valde han att strunta i det. Hur det än må vara med den saken har även denna tanke fallit i god jord hos många ankister[källa behövs].
Två mer sentida figurer som inte figurerat i Rosas serier är Moby Duck och Blunder, som båda två har hävdats vara kusiner till Kalle. Hur de i så fall skulle passa in i släkten återstår dock att lösa. Oppfinnar-Jocke har ofta setts på ankornas familjeträffar, vilket har fått vissa ankister att på olika sätt försöka passa in även honom i familjealbumet. I Don Rosas släktträd finns han dock, tillsammans med Kajsa och hennes systerdöttrar, bara med som "vän av familjen". Jocke är ju inte heller någon anka.
Ytterligare släktingar dök upp framemot 1900-talets slut. Slöfus McFjäs sades från början vara Joakims kusin, ända tills det kom fram att han var utomäktenskaplig son till Joakims far. Joakim har även visat sig ha en kusin vid namn Dunstan von Anka, men hur denne passar in i släktträdet är fortfarande synnerligen ovisst.
Även den rika italienska Disneytraditionen har låtit nya släktingar se dagens ljus. Bland de italienska skapelser som fått mest utrymme kan nämnas Joakims bror Gideon von Anka (som dock bara i undantagsfall nått svenska läsare), Kalles kusin Flängbert och den skotske förfadern Kalle Vildand. Extra intressant är också det rykte som funnits bland ankister sedan Joakims gamla flamma Glittriga Gullan lämnade sitt tonåriga barnbarn Ank-Sofie i Joakims händer. Frågan som ställts är om Ank-Sofie är dotter till en oäkta son eller dotter till Joakim och Gullan. Inget har talat emot detta, och Knattarna har vid ett par tillfällen kallat Ank-Sofie för sin kusin, även om de i så fall egentligen vore sysslingar (second cousins på engelska).
Förutom dessa mer eller mindre ofta återkommande figurer har det under Kalle Anka-seriens mer än 70 år långa historia skymtat förbi en avsevärd mängd släktingar som bara synts eller nämnts i en enstaka serie.

## Ankistiska organisationer
Ankistiska aktiviteter har skett i organiserad form i många av de länder där Disney-serier är populära. Här kan bland annat nämnas:
- Donaldistene, grundat i Norge 1968[3]
- NAFS(k), Nationella Ankistförbundet i Sverige (kvack), grundat i Stockholm 1976
- D.O.N.A.L.D., Deutsche Organisation der Nichtkommerziellen Anhänger des Lauteren Donaldismus, grundat i Hamburg 1977
- Dansk Donaldist-Forening (RAP), DDF(R), grundat i Danmark 2001